# Гедуны
Гедуны (также Гидуны; бел. Гідуны) — субрегиональный этноним жителей Западного Полесья балтского и германского происхождения, носители среднезагородских, южнозагородских и тороканских говоров, потомки осевших готов Расселяются на восточной части брестско-волынского пограничья (с. Радостово, Повить, Ветлы и др.)

## История
До конца XIX в. этническое самосознание жителей Западного Полесья определялось главным образом местой ментальностью: «гедуны», «загародцы», «столинцы» и т.д.
Предки современных белорусов именовали ятвягов также гудами, судавами и судавлянами. Об этом свидетельствуют сохранившиеся гидронимы и топонимы в ареалах ятвяжской археологической культуры. Существует гипотеза, что в этногенезе балтов могли участвовать и представители германских племён, в частности ятвяги.  
Издревле предки белорусов знали о таких народах, как готы, гуды, ятвяги и другие германские племена. Первыми германцами, с которыми столкнулись предки белорусов и литовцев, были гуды-готы – наиболее многочисленные, воинственные и развитые среди них. Контакты с готами носили разный характер: от подчинения и культурного влияния до враждебных или мирных отношений.  
Предки литовцев, и предки белорусов называли эту германскую группу одинаково – гудами. Вероятно, использовались также варианты готы и гуты, что подтверждается топонимами вроде Готск и другими. Однако следы вельбарского населения сохранились не только в виде археологических памятников, но и в названии этноса на белорусской земле, значимую часть населения западного Полесья называли этнонимом гедун, который также существовал среди местного населения рассматриваемого региона.
Готы и другие германские племена оставили заметный след в истории Беларуси. Если одни этнические группы запечатлели себя лишь в отдельных названиях местностей, то гуды не только дали Полесью этнонимы "гедун", но и оставили топонимы Гуды, Гудовщина и др. 